# Ночной кошмар (Фюссли)
«Ночной кошмар» (нем. Nachtmahr) — серия из четырёх картин швейцарского и английского художника И. Г. Фюсли (1741—1825), представителя романтизма в западноевропейском искусстве рубежа XVIII—XIX веков.
Фюсли написал четыре варианта «Ночного кошмара». Один хранится в Музее Гёте во Франкфурте-на-Майне, другой — в Институте искусств в Детройте. Хотя картина и не написана по мотивам какого-то конкретного литературного произведения, очевидно, что художник основывался на историях о привидениях из английской литературы, а также был вдохновлён рассказами о сонном параличе. В мифах разных народов ночные кошмары связывали с поверьями о злом духе по имени Мара (лат. Mara, (англ. Nightmare) — это существо «садится ночью на грудь спящего и вызывает удушье»).
Фигура спящей или лежащей без сознания женщины, изображённой на картине, удлинена и изогнута. Фюсли намеренно написал её именно так, чтобы показать всю тяжесть инкуба, сидящего на её груди, — воплощения ночных кошмаров и бессознательных страхов. В прорези между штор видна голова слепой лошади, чей образ в данной картине предвосхищает демонический аспект, придаваемый этому животному в позднем французском романтизме.
Картина была широко плагиатирована, и пародии на нее обычно использовались для политической карикатуры Джорджем Крукшанком ,  Томасом Роулендсоном и другими. В этих сатирических сценах инкуб поражает таких субъектов, как Наполеон Бонапарт, Людовик XVIII, британский политик Чарльз Джеймс Фокс и премьер-министр Уильям Питт. В другом примере адмирал Нельсон является демоном, а спящая женщина — его любовница Эмма Гамильтон.
Друг Фюсли, датский художник Николай Абильгор использовал сюжет «Ночного кошмара» при написании одноимённой картины. Однако на картине Абильгора инкуб изображён сидящим на двух женщинах — представляющих первую и вторую жену художника.
- И. Г. Фюсли. Ночной кошмар. 1781. Холст, масло. Детройтский институт искусств
- Т. Бёрк. Гравюра по картине Фюсли. 1783
- Ночной кошмар. Репродукция картины неизвестного автора
- Н. А. Абильгор. Ночной кошмар. 1800. Холст, масло. Музей искусств Сорё, Дания